# Rio Santana (vattendrag i Brasilien, Maranhão)
Rio Santana är ett vattendrag i Brasilien.   Det ligger i delstaten Maranhão, i den nordöstra delen av landet, 1 200 km norr om huvudstaden Brasília.
Omgivningarna runt Rio Santana är huvudsakligen savann. Runt Rio Santana är det mycket glesbefolkat, med 7 invånare per kvadratkilometer.